# John Sadri
| Estadísticas de John Sadri | Estadísticas de John Sadri             |
| -------------------------- | -------------------------------------- |
| Origen:                    | Charlotte, Carolina del Norte, EE. UU. |
| Fecha de Nacimiento:       | 19 de septiembre de 1956               |
| Altura:                    | 1.87 metros                            |
| Peso:                      | 81 kilos                               |
| Juego:                     | Diestro                                |
| Mejor Ranking ATP:         | 14º (1980)                             |
| Finalista de Grand Slam:   | 1                                      |

John Sadri (19 de septiembre de 1956 en Charlotte, Estados Unidos), es un exjugador de tenis estadounidense que se destacó a fines de los años 1970 y comienzo de los 80. Su mayor logro fue haber alcanzado la final del Abierto de Australia en 1979 en donde perdió ante el argentino Guillermo Vilas.
Sadri representó a la Universidad North Carolina State entre 1975 y 1978. En 1978 perdió una de las finales más memorables de la NCAA ante un joven John McEnroe, quien venía de ser semifinalista en Wimbledon y ocupaba el puesto Nº14 entre los profesionales. El score fue 6-7 6-7 7-5 6-7. En el partido, Sadri conectó 24 aces.
Con un estilo de juego muy potente, Sadri consiguió su primera final en un torneo de ATP nada menos que en el Abierto de Australia de 1979 donde se encontró en la final con Guillermo Vilas y perdió en sets corridos por 6-7 3-6 2-6. Una semana después consiguió su primer título en Auckland. En 1984 alcanzó los cuartos de final en Wimbledon luego de derrotar a Vitas Gerulaitis en 5 sets. Allí perdió en sets corridos ante McEnroe.
En su carrera logró dos títulos en individuales y tres en dobles. En la modalidad de dobles fue también dos veces finalista en el Abierto de Australia, en 1981 y 1982. Se retiró en 1987.

## Torneos de Grand Slam

### Finalista Individuales (1)
| Año  | Torneo               | Oponente en la final | Resultado   |
| 1979 | Abierto de Australia | Guillermo Vilas      | 6-7 3-6 2-6 |

### Finalista Dobles (2)
| Año  | Torneo               | Pareja       | Oponentes en la final            | Resultado   |
| 1981 | Abierto de Australia | Hank Pfister | Mark Edmondson / Kim Warwick     | 3-6 7-6 3-6 |
| 1982 | Abierto de Australia | Andy Andrews | John Alexander / John Fitzgerald | 4-6 6-7     |

## Títulos en la Era Abierta (5)

### Individuales (3)
| Leyenda                |
| Grand Slam (0)         |
| Tennis Masters Cup (0) |
| ATP Tour (2)           |

| N.º | Fecha                | Torneo                  | Superficie | Oponente en la final   | Resultado       |
| --- | -------------------- | ----------------------- | ---------- | ---------------------- | --------------- |
| 1.  | 1 de enero de 1980   | Auckland, Nueva Zelanda | Dura       | Tim Wilkison (EE. UU.) | 6-4 3-6 6-3 6-4 |
| 2.  | 1 de febrero de 1982 | Denver, EE. UU.         | Carpeta    | Andrés Gómez (Ecuador) | 4-6 6-1 6-4     |

### Finalista en individuales (4)
- 1979: Abierto de Australia (pierde ante Guillermo Vilas)
- 1981: Denver (pierde ante Gene Mayer)
- 1982: México (pierde ante Tomáš Šmíd)
- 1985: Newport (pierde ante Tom Gullikson)